# Благое Крушич
Благое Мичков Крушич (на сръбски: Благоје Мићков Крушић или Blagoje Mićkov Krušić) е сръбски четник, участник в сръбската въоръжена пропаганда в Македония в началото на XX век.

## Биография
Роден е в село Приградина, Черна гора в 1880 година. В 1889 година семейството му се изселва в Сърбия и се установява в село Дабиновац край Куршумлия. В 1904 година влиза в четата на Воислав Танкосич, с която действа шест години. Участва в Балканската война и се сражава на Солунския фронт. Участва и в Първата световна война. Отличен е с орден за храброст, със златния орден на Караджорджевата звезда, с руски Георгиевски кръст, френски медал с мечове, ордена на Легиона, два медала за храброст Обилич, четири медала за участие във войните от 1912 до 1918 година, между които и албански. Като войник от железния полк „Княз Михайло“ е ранен пет пъти. На 14 март 1917 година крал Александър Караджорджевич на фронта при Черна лично сваля Караджорджевата звезда от гърдите си и я връчва на Крушич. Френският генерал Гийом също лично му връчва френския медал Милитер, установен на 22 януари 1852 година.
След 1918 година се установява в Крушевац, а после в Ниш. Жени се за Зорка Воинович от Крушевац, с която имат двама сина Петър и Драгутин и щерка Славка.
През август 1944 година е разстрелян от ОЗНА като неприятел на новата народна власт и деец на Равногорското движение и на Дража Михайлович. Реабилитиран е в 2007 година с решение на Окръжния съд в Ниш.